# Roman (zm. 1030)
Roman (zm. 1030) – polski biskup znany jedynie z notatki nekrologicznej w Roczniku kapitulnym krakowskim. Przyjmuje się, że najprawdopodobniej był następcą Ungera w diecezji poznańskiej.